# Gene Walker
Gene Walker (Birmingham, 7 de junho de 1893 - Stroudsburg, 21 de junho de 1924) foi um motociclista norte-americano.
Familiarizado com motocicletas desde a adolescência, pois possuía um modelo da Excelsior Motor Company, com apenas 17 anos já era entregador postal, utilizando um moto da Indian Motorcycle Company. Em 1912 participou de sua primeira corrida e neste mesmo ano, deixou o emprego nos correios para trabalhar numa revenda da Indian Motorcycle. Em 1914 foi contratado pela Indian como piloto de testes na sede da empresa, em Springfield, Massachusetts.
Walker participou de competições nacionais de motociclismo, ganhando inúmeras provas e campeonato e tornando-se o primeiro piloto sulista conhecido nacionalmente. Esta fama propiciou Walker a ser o primeiro piloto a estabelecer uma marca oficial na Motorcycle land-speed record, quando, utilizando uma Indian de 994 cc, estabeleceu a velocidade final de 167,56 km/h. Tal feito ocorreu em 14 de abril de 1920, na cidade de Daytona Beach.
Walker faleceu em 21 de junho de 1924, depois de um acidente que sofreu numa pista de Stroudsburg, Pensilvânia. Este acidente ocorreu no dia 7 de junho, quando o piloto treinava para um prova.
Em 1998, Gene Walker entrou para o Motorcycle Hall of Fame.